# Futuro missile antinave/Futuro missile da crociera
Il Futuro missile antinave/Futuro missile da crociera (FMAN/FMC), in francese Futur missile antinavire/Futur missile de croisière, in inglese Future Cruise/Anti-Ship Weapon (FC/ASW), è il programma per lo sviluppo di un missile che dovrà rimpiazzare il missile da crociera anglo-francese SCALP e i missili antinave Exocet e Harpoon operativi nelle forze armate francesi e inglesi.
Nato come progetto congiunto tra Francia e Regno Unito, nel giugno 2023 anche l'Italia si è unita al programma al fine di trovare un rimpiazzo per i missili SCALP in dotazione all'Aeronautica Militare e i Teseo impiegati dalla Marina Militare.
Il missile, sviluppato dal consorzio europeo MBDA, disporrà di due varianti: una da attacco al suolo che dovrebbe essere disponibile dal 2028 e una antinave che dovrebbe essere completata nel 2034.

## Utilizzatori

### Futuri
Francia
- Armée de l'Air et de l'Espace
- Marine nationale

 Italia
- Aeronautica Militare
- Marina Militare

 Regno Unito
- Royal Air Force
- Royal Navy

## Missili comparabili
- AGM-158 JASSM: subsonico, aria-terra
- AGM-158C LRASM: subsonico, antinave
- ASM-3: supersonico, antinave
- / BrahMos: supersonico, antinave
- Hsiung Feng III: supersonico, antinave
- P-800 Oniks: supersonico, antinave
- YJ-12: supersonico, antinave